# Revista da Academia Cearense de Letras
A Revista da Academia Cearense de Letras é uma revista literária cearense editada pela Academia Cearense de Letras.

## História

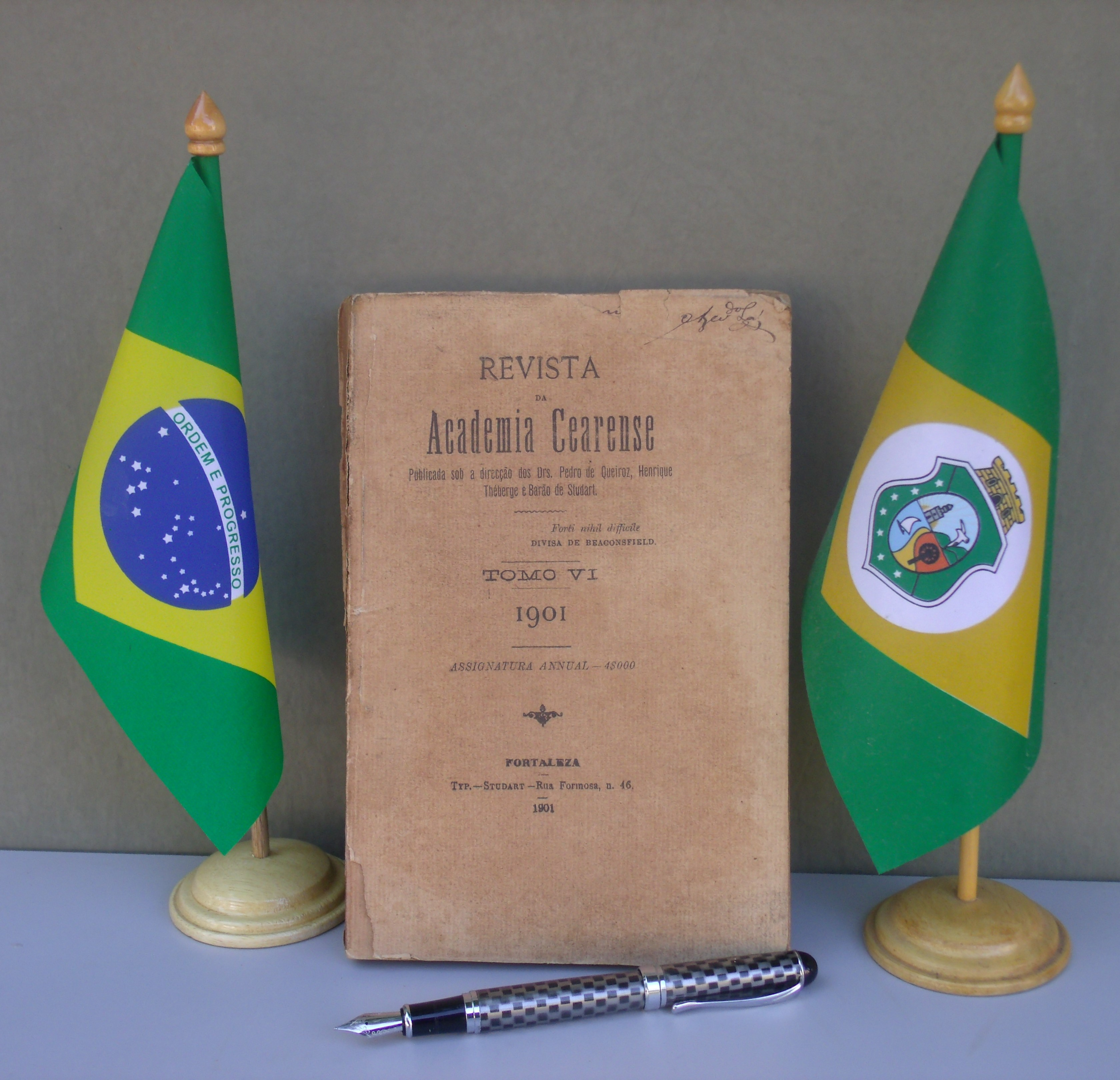
Edição de 1901.

Foi criada em 1896, é uma das mais tradicionais revistas de academias literárias do Brasil, o primeiro número do periódico lançado em 1896, tinha 314 páginas, e foi feita sob a direção de Pedro de Queiróz e Guelherme de Studart.
É uma das mais antigas publicações literárias brasileiras em atividade, tendo circulado o primeiro número em 1896. E com alguns pequenos interregnos, vem sendo editada até à atualidade.